# 펠리시티 (드라마)
펠리시티(Felicity)는 미국의 텔레비전 드라마로, 1998년 9월부터 2002년 5월까지 방송되었다. 1999년에 케리 러셀이 골든 글로브 여우주연상 (TV 시리즈 부문)을 수상했다.

## 배역
- 케리 러셀